# Związek Broni

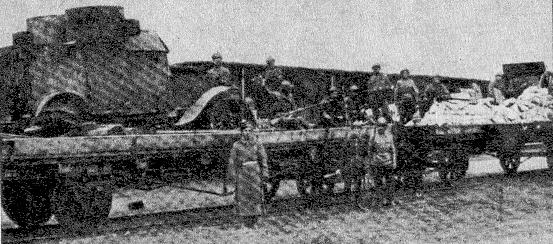
Pociąg pancerny „Związek Broni” (1918)

Związek Broni – improwizowany pociąg pancerny I Korpusu Polskiego w Rosji będący pierwszym polskim pociągiem pancernym, utworzonym przed odzyskaniem niepodległości przez Polskę i powstaniem Wojska Polskiego.

## Opis
Pociąg sformowany został 10 lutego 1918 roku w twierdzy Bobrujsk, w oparciu o zdobyczny rosyjski tabor kolejowy. Składał się ze zwykłej nieopancerzonej lokomotywy z tendrem, około ośmiu dwuosiowych drewnianych krytych wagonów towarowych i dwóch-trzech platform bojowych osłoniętych workami z piaskiem oraz – częściowo – pancernymi tarczami okopowymi. Dowódcą i inicjatorem budowy pociągu był porucznik Stanisław Małagowski (późniejszy dowódca pociągu „Śmiały”).
Ochotnicza załoga szerokotorowego pociągu liczyła ogółem 35 ludzi, wśród których byli artylerzyści z 1. baterii 1 Dywizjonu Polowej Ciężkiej Artylerii pod dowództwem chorążego Mariana Nowokuńskiego, pluton karabinów maszynowych z 6 Pułku Strzelców Polskich pod dowództwem chorążego Witolda Pruszyńskiego, kilkunastu saperów z 1. kompanii inżynieryjnej 1 Dywizji Strzelców Polskich, którzy stanowili obsługę pociągu i oddział minerski oraz kilku podchorążych z Legii Podchorążych. Jednym z saperów był podporucznik Stanisław Biega.
Pociąg uzbrojony został w jedną 76,2 mm armatę polową wz. 1902 na lawecie kołowej, ustawioną na platformie czołowej, na podeście z podkładów kolejowych, strzelającą do przodu, z niewielką możliwością ostrzału na boki. Dodatkowym uzbrojeniem było kilka ciężkich karabinów maszynowych Maxim wz. 1910 oraz zdobyczny bolszewicki samochód pancerny Putiłow-Austin z uszkodzonym podwoziem, uzbrojony w dwa ciężkie karabiny maszynowe Maxim wz. 1910 w wieżach obrotowych. Prawdopodobnie załoga pociągu posiadała też 8 moździerzy lub granatników, lecz początkowo bez amunicji. Uzbrojenie pociągu uzupełniały karabiny ręczne załogi.

Oficer Wojska Polskiego i historyk wojskowości Henryk Bagiński tak opisał bojową historię „Związku Broni” (pisownia oryginalna): 

Pociąg ten sformowany został w Bobrujsku na stacji kol. Berezyna i wyjechał 10 lutego, lecz przez pierwsze 10 dni staczał tylko drobne utarczki z bolszewikami. Dopiero 21 lutego w związku z planowaną ogólną ofensywą nastąpiło poważniejsze starcie na stacji kolejowej Czerwony Brzeg, na 40-ej wiorście [ponad 40 km] od Bobrujska. 20 lutego pociąg stanął o 5 wiorst przed tą stacją, a o godzinie 19-ej zbliżył się jeszcze o półtorej wiorsty i dał kilka strzałów do folwarku Czerwony Brzeg, ażeby zaniepokoić bolszewików i cofnął się na stację kolejową Tiełusza; dopiero zaś na drugi dzień rano dotarł do samej stacji Czerwony Brzeg, zachodząc na tyły folwarku tej samej nazwy. Na stacji powstał ogromny popłoch, gdyż pociąg miał wygląd bardzo groźny, prócz bowiem armaty i kulomiotów sterczało 8 miotaczy bomb (niestety w twierdzy nie było do nich bomb). Bolszewicy zgrupowali się za stacją i ostrzeliwali pociąg z karabinów maszynowych. Wtedy chor. Nowakuński rozkazał nastawić szrapnele na kartacz i zabójczym ogniem zionął ku budynkom i stacji. Bolszewicy nie wytrzymali i w panice rzucili się do ucieczki. Wówczas załoga naszego pociągu, nie wyłączając nawet maszynistów-saperów z oficerami na czele, wyskoczywszy z pociągu zaczęła ostrzeliwać i pędzić bolszewików. Stacja została oczyszczona, a na placu boju pozostało 25 zabitych i kilkunastu rannych bolszewików.
Jednakże stacja nie mogła być utrzymana dłużej, bolszewicy bowiem wkrótce rozpoczęli ostrzeliwać stację ogniem lekkich i ciężkich dział. Z okolicznych wiosek zauważono poruszenie się uzbrojonych chłopów i bolszewików, starających się obejść pociąg od tyłu i odciąć mu odwrót. Z wioski Słobódka karabiny maszynowe bolszewickie rozpoczęły intensywny ogień. Ppor. Małagowski wydał rozkaz ostrzelania zdradzieckich wsi i cofnięcia pociągu. Cofanie się było utrudnione o tyle, że przy każdej budce dróżników należało pociąg zatrzymywać i zabierać ze sobą pozostawione placówki strzeleckie. Placówki te uratowały pociąg pancerny, gdyż ostrzeliwały nadciągające masy chłopstwa i nie dopuszczały do toru kolejowego. W akcji tej odznaczyli się szczególnie strzelcy 2-giej kompanji 4-go pułku strzelców, którzy byli wzięci do pociągu na tę wyprawę, szczególnie 3-ej strzelcy, którzy na ostatniej budce pod stacją Czerwony Brzeg odstrzeliwali się czterdziestu chłopom i czerwonogwardzistom, uzbrojonym w dwa karabiny maszynowe i usiłującym odciąć odwrót pociągowi. W wyprawie tej odznaczył się ppor. Małagowski umiejętnem i zdecydowanem kierownictwem oraz cała załoga pociągu, zwerbowana przez niego na ochotnika z wymienionych oddziałów.

Za opisaną wyżej akcję cała załoga pociągu została odznaczona amarantową wstążką. Wśród odznaczony amarantową wstążką, a później również Orderem Virtuti Militari był podchorąży Piotr Dunin Borkowski.
Po wyparciu bolszewików za Dniepr pod koniec lutego, pociąg prawdopodobnie nie uczestniczył już w walkach. W kwietniu 1918 roku patrolował na linii kolejowej wzdłuż Dniepru, w rejonie Bychowa. 21 maja 1918 roku I Korpus Polski podpisał akt o rozbrojeniu, wobec przeważających sił niemieckich, i był to równocześnie koniec kariery bojowej „Związku Broni”, który został w ciągu najbliższych dni zdany Armii Cesarstwa Niemieckiego.
Po likwidacji Korpusu część załogi pociągu przedostała się do Murmańska, gdzie wzięła udział w organizowaniu pociągów pancernych nr 1 i nr 2.